# Kanzleramt (Fernsehserie)
Kanzleramt ist eine 12-teilige Fernsehserie des ZDF, die vom 23. März bis 29. Juni 2005 jeden Mittwoch um 20:15 Uhr ausgestrahlt wurde und im politischen Milieu des Berliner Bundeskanzleramtes spielt. Hauptdarsteller in der Rolle des Bundeskanzlers ist Klaus J. Behrendt.

## Handlung
Der deutsche Bundeskanzler Andreas Weyer hat viele Probleme. Egal, ob der russische Präsident Bilder, die im Zweiten Weltkrieg verschwunden waren, nicht wieder zurückgeben will, den Bundeskanzler Rückenschmerzen plagen oder ob der deutsche Botschafter in der Türkei angeschossen wird. Privat lebt Witwer Weyer mit seiner 17-jährigen Tochter Nina zusammen, die sich in einen Salsa-Tänzer verliebt hat.

## Besetzung
| Schauspieler            | Rollenname          | Amt / Rolle                               |
| ----------------------- | ------------------- | ----------------------------------------- |
| Klaus J. Behrendt       | Andreas Weyer       | Bundeskanzler                             |
| Robert Atzorn           | Norbert Kraft       | Kanzleramtschef                           |
| Herbert Knaup           | Conny Bergmann      | Regierungssprecher                        |
| Claudia Michelsen       | Edith Lambert       | Abteilungsleiterin Außenpolitik           |
| Rita Russek             | Birte Schmitz       | Leiterin des Kanzlerbüros                 |
| Heikko Deutschmann      | Alexander Nachtweih | Redenschreiber des Bundeskanzlers         |
| Karoline Teska          | Nina Weyer          | Tochter des Bundeskanzlers                |
| Hannah Ley              | Ella Nolle          | Leibwächterin des Bundeskanzlers          |
| Robert Glatzeder        | Tim Altmann         | Fahrer des Bundeskanzlers                 |
| Corinna Kirchhoff       | Judith Keller       | Fraktionsvorsitzende der Kanzlerpartei    |
| Isabel Hindersin        | Veronika Hellmann   | Chefsekretärin des Kanzleramtschefs       |
| Deborah Kaufmann        | Kathleen Nachtweih  | Ehefrau des Redenschreibers               |
| Gabriela Maria Schmeide | Dr. Christa Templin | Orthopädin und Romanze des Bundeskanzlers |

## Hintergrund
Die Serie versucht, den Alltag von Politikern an frei erfundenen, aber realitätsnahen Geschichten darzustellen, ein Konzept, das in den USA und Großbritannien bereits erfolgreich erprobt wurde. 
„Kanzleramt ist unterhaltsam, spannend und interessant“, meinte Ex-Kanzleramtschef Friedrich Bohl (CDU). Verglichen mit der vielfach ausgezeichneten US-amerikanischen Vorlage The West Wing – Im Zentrum der Macht erschien Kanzleramt den meisten Kritikern jedoch eher seicht und trivial.

## Ausstrahlung
Die Einschaltquoten sanken über die Laufzeit deutlich und entsprachen bei weitem nicht den Erwartungen. Die erste Folge, die um 20:15 Uhr am 24. März 2005 ausgestrahlt wurde, sahen insgesamt 4,87 Millionen Zuschauer, bei einem Marktanteil von 15,2 Prozent. In der Zielgruppe der 14- bis 49-Jährigen lag die Zuschauerzahl bei 1,49 Millionen und einem Marktanteil von 11,7 Prozent.
Hingegen konnte die letzte Folge, als Doppelfolge Feindliche Übernahme ausgestrahlt, im ersten Teil ab 20:15 Uhr nur noch 1,15 Millionen Zuschauer bei einem Marktanteil von 4,0 Prozent vorweisen. In der werberelevanten Zielgruppe wurde ein Marktanteil von 2,7 Prozent erreicht. Ab 21:00 Uhr verfolgten 1,27 Millionen Zuschauer bei einem Marktanteil von 4,4 Prozent die Serie, was 3,2 Prozent der werberelevante Zielgruppe bedeutet. Trotz des Cliffhangers, mit dem die letzte Folge endet, wurde die Serie eingestellt. Da die Bauten mittlerweile entsorgt sind, ist mit einer Fortsetzung nicht zu rechnen.